# Johannes Ockeghem
Johannes Ockeghem (Dendermonde, Bélgica,  c.1420 -  Tours, França, 6 de fevereiro de 1497) é muitas vezes apresentado como o mais importante compositor da segunda geração da Escola franco-flamenga, na segunda metade do século XV. Em 1452 ingressou na capela real do rei de França e foi referido até como "premier chapelain" servindo Carlos VII, Luís IX e Carlos VIII. Foi cantor em Antuérpia até 1443 e em 1445 entrou ao serviço da corte francesa e inglesa, onde trabalhou até ao fim da vida.
Sua fama não deu-se somente por suas composições, mas por ter sido mestre de compositores renomados da geração seguinte. Josquin Desprez em 1497, musicou um elogio poético a Ockeghem conhecido como Deploration sur le trepas de Jean Ocheghem e mais tarde também lhe foi oferecida homenagem por Cosimo Bartole em seus Ragionamenti accademici.
Compôs cerca de 13 missas, 10 motetes, e 20 chansons. Suas missas muito se assemelham as de Dufay, com quatro vozes interagindo contrapontisticamente com linhas melódicas independentes. Ultrapassa alguns limites de tessitura, como para a linha do baixo, que raramente cantava-se abaixo de dó, descia agora até uma quarta, como sol ou fá. Entre seus feitos estão o primeiro Requiem polifónico da História da Música e a Missa Prolationum. A Missa foi a forma musical por excelência no século XV e foi nela que os compositores mostraram as suas habilidades técnicas.
Comparando-se com a primeira metade do século, é uma textura mais cheia, mais densa, uma sonoridade mais sombria e mais homogênea. Usava frases de grande fôlego, porem flexíveis, semelhantes ao do canto-chão melismático, com raras cadências e poucas pausas. Ockeghem criava contrastes, escrevendo certas passagens enquanto todas as outras vozes cantavam ritmo idêntico, dando origem a uma textura homofônica, ou homorrítmica. Isso não era comum para a época; exceto quando se queria dar alguma ênfase especial ao texto é que tornou-se mais comum essa prática, na segunda metade do século XVI.
As gerações de compositores franco-flamengos foram fruto do período de hegemonia de um estilo musical internacionalizante, que reuniu, no final da Idade Média, por força do melhoramento das vias de comunicação, os conhecimentos musicais das várias regiões da Europa ocidental. Os mais importantes conhecimentos assimilados vieram da França, com o sistema rítmico de Philippe de Vitry, da Inglaterra, com a utilização da sonoridade do faux-bourdon (falso bordão, utilização das consonâncias imperfeitas de intervalos de 3ª e 6ª), e da Itália, donde emergiu uma nova consciência melódica.

## Media
Ma bouche ritⓘ

## Discografia
- "Missa Cuiusvis Toni", æon, ÆCD 0753 (2 CDs-2007), Ensemble Musica Nova, Lucien Kandel.